# Джебашский хребет
Джеба́шский хребе́т — горный массив северного макросклона Западного Саяна.
Антиклинорий блоков менее интенсивных поднятий новейших структур Западного Саяна. Сложен породами протерозоя (хлоритовые сланцы, кварциты, мраморы), внедрения гранитных интрузий (девонского возраста).
Протяжённость — около 80 км. Расположен между 30' и 91° 15' вд, является естественным рубежом Таштыпского и Бейского районов с Красноярским краем на юго-востоке Республики Хакасия. Рельеф среднегорный, слабо расчлененный с древними выровненными вершинными поверхностями на абсолютных отметках 1000—1500 метров. Максимальная высота на территории Тувы — 2179 м, в Республике Хакасия — 1958 (Карлыган).
На склонах — темнохвойная тайга. Долины имеют ящикообразный вид, с широким дном, крутыми бортами, аккумулятивными и эрозионно-аккумулятивными террасами.